# EEMC
EEMC (English Electronic Music Company) is een Brits platenlabel, dat gelieerd is aan de elektronische muziek van Michael Daniel. Het is begin 21e eeuw gevestigd in Liverpool. Muziekalbums worden in kleine oplage uitgegeven, maar zijn later te downloaden. Het label wordt op soortgelijke manier geleid als DGM van King Crimson; het geld gaat in zijn geheel en direct naar de artiesten.

## Catalogus
- EEMC 1001: Michael Daniel/Hashtronaut: Magnetic Shadows
- EEMC 1003: Michael Daniel/Hastronaut: Through a Year, Darkly
- EEMC 1004: Michael Daniel/Hashtronaut : The Lambda Variant
- EEMC 1005: Michael Daniel/Hashtronaut : The Bottle Universe
- EEMC 1008: Michael Daniel/Hashtronaut met Modulator ESP: Sonic Worlds
- EEMC 1009: Brendan Pollard, Michael Daniel, Phil Booth: Pollard, Daniel, Booth
- EEMC 1010: Brendan Pollard, Michael Daniel, Phil Booth: Pollard, Daniel, Booth 2
- EEMC 1011: Daniel en Booth: Mutiny
- EEMC 1012: Brendan Pollard, Michael Daniel, Phil Booth: Pollard, Daniel, Booth 3
- EEMC 1013: Brendan Pollard, Michael Daniel, Phil Booth: Pollard, Daniel, Booth 4